# Голуб Докнић
Голуб Докнић (Врбас, 16. април 1982) је српски и црногорски рукометаш који наступа за Алплу из Харда. Висок је 195 cm и игра на позицији голмана.

## Клупска каријера
Голуб Докнић је каријеру професионалног рукометаша започео у РК Врбас, клубу из свог родног града.
Као двадесеттрогодишњак (2005) одлази у скопски Вардар, са којим је, за двије сезоне, освојио првенство (2006/07) и Куп Македоније (2006/07).
Од 2007. до 2009. је, наступајући за италијански Конверсано, освојио Куп Италије (2008/09).
На љето 2009. је постао дио веома амбициозног пројекта из Лазаревца. Бранећи гол РК Колубара, Докнић је учествовао у освајању дупле крупне (првенство и куп) у сезони 2009/10.
Након не тако успјешне друге године, прешао је у аустријски РК Алпла Хард, са којим је, четири пута заредом, освојио првенство Аустрије (2011/12, 2012/13, 2013/14. и 2014/15), а има и један трофеј побједника Купа Аустрије (2013/14).

## Репрезентативна каријера
Докнић је био члан јуниорске репрезентације СР Југославије, која је, 2002. године, освојила бронзану медаљу на Европском првенству у Пољској.
Пет година година касније, прихватио је позив из РСЦГ, па је наступао за црногорску репрезентацију на Европском првенству 2008. Такође, учествовао је и у четири квалификациона циклуса (КСП 2009, КЕП 2010, КСП 2011, КЕП 2012), углавном као резервни чувар мреже.
За црвене је одиграо 11 званичних утакмица, а посљедњи наступ је имао 31. октобра 2010. у квалификационом мечу против Словачке.

## Трофеји
- Првак Македоније (1): 2006/07.
- Првак Србије (1): 2009/10.
- Првак Аустрије (4): 2011/12, 2012/13, 2013/14. и 2014/15.
- Побједник Купа Македоније (1): 2006/07.
- Побједник Купа Италије (1): 2008/09.
- Побједник Купа Србије (1): 2009/10.
- Побједник Купа Аустрије (1): 2013/14.
- Бронзана медаља са јуниорском репрезентацијом СР Југославије на Европском првенству 2002.